# Ermanno Olmi
Pour les articles homonymes, voir Olmi.
Ermanno Olmi, né le 24 juillet 1931 à Bergame en Lombardie et mort le 7 mai 2018 à Asiago en Vénétie,,, est un réalisateur italien.

## Biographie

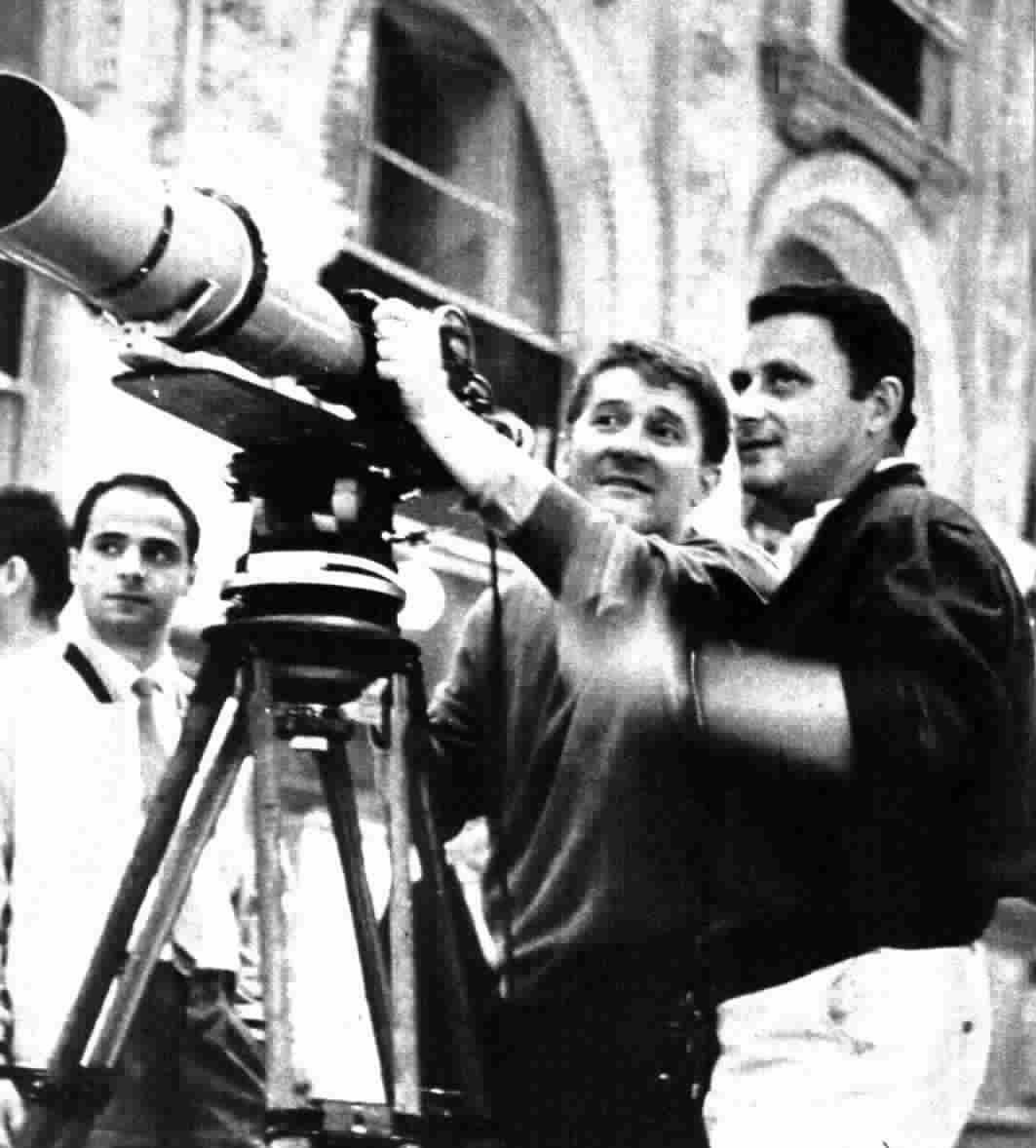
Ermanno Olmi avec Paolo Arisi Rota à Milan en 1970.

La famille d'Ermanno Olmi déménage à Treviglio où le réalisateur en devenir grandit. Sa famille est profondément catholique, ce qui marque sûrement l'œuvre de l'artiste. Le jeune Olmi perd son père pendant la Seconde Guerre mondiale. Il entre au lycée scientifique, puis au lycée artistique, mais il ne termine pas ses études.
Il se déplace à Milan : il trouve un travail à Edisonvolta (où travaille sa mère) et suit les cours d’art dramatique. Dans son nouveau travail, il s’occupe des activités récréatives du personnel et en particulier, il travaille au département cinématographique : il doit décrire les productions industrielles à travers des films. Entre 1953 et 1961, il réalise une quarantaine de documentaires parmi lesquels La diga sul ghiaccio, Tre fili fino a Milano et Un metro lungo cinque. Il affectionne tout particulièrement le sujet de la condition des hommes au travail, anticipation des caractéristiques humanistes de ses films futurs.
Sa carrière s'envole en 1978 avec L'Arbre aux sabots (L'Albero degli zoccoli), qui obtient la Palme d'or au Festival de Cannes, puis le César du meilleur film étranger en 1979.
Après une longue maladie qui l'éloigne des plateaux, en 1982 Ermanno Olmi crée l'école-atelier Ipotesi Cinema à Bassano del Grappa, où il offre aux jeunes réalisateurs la possibilité d'expérimenter l'art du cinéma.
En 1987, il reprend l'activité cinématographique avec Lunga vita alla signora. Suivent La Légende du saint buveur (La Leggenda del santo bevitore) (1988), Le métier des armes, film en costumes se déroulant au XVIe siècle (2001), En chantant derrière les paravents (Cantando dietro i paraventi) (2003), et l'une des trois parties de Tickets (2005), film coréalisé avec Ken Loach et Abbas Kiarostami.
En 2007 sort Centochiodi, qu'Ermanno Olmi annonce comme étant son dernier film de fiction et se consacre désormais aux films documentaires. En 2008 il est récompensé par un « Lion d'or pour la carrière » à la Mostra de Venise. En 2013 l'université de Padoue lui décerne la laurea  « honoris causa » en sciences humaines et pédagogiques pour  « son action de valorisation des racines culturelles, de la mémoire, des traditions, de la grande histoire, de l’expérience quotidienne et toutes les petites choses ».
Ermanno Olmi meurt le 5 mai 2018 à l'âge de 86 ans à l'hôpital d'Asiago.

### Vie privée
Ermanno Olmi était marié à Loredana Detto qui a tourné dans son second film  L'Emploi (Il posto).

## Filmographie partielle

### Réalisateur

#### Longs métrages
- 1959 : Le temps s'est arrêté (Il tempo si è fermato)
- 1961 : L'Emploi (Il posto)
- 1963 : Les Fiancés (I fidanzati)
- 1965 : E venne un uomo
- 1967 : Racconti di giovani amori
- 1969 : Un certain jour (Un certo giorno)
- 1970 : L'Or dans la montagne (I recuperanti)
- 1971 : Durante l'estate
- 1973 : La circostanza (it)
- 1978 : L'Arbre aux sabots (L'albero degli zoccoli)
- 1982 : À la poursuite de l'étoile (Camminacammina)
- 1987 : Longue vie à la signora (Lunga vita alla signora)
- 1988 : La Légende du saint buveur (La leggenda del santo bevitore)
- 1990 : 12 registi per 12 città, segment Milan
- 1993 : Il segreto del bosco vecchio
- 1994 : Genèse : La Création et le Déluge
- 2001 : Le Métier des armes (Il mestiere delle armi)
- 2003 : En chantant derrière les paravents (Cantando dietro i paraventi)
- 2005 : Tickets (également coréalisé par Abbas Kiarostami et Ken Loach)
- 2007 : Centochiodi
- 2011 : Le Village de carton (Il villaggio di cartone)
- 2014 : Torneranno i prati

#### Courts métrages
- 1953 : El frayle
- 1953 : La diga sul ghiaccio
- 1954 : La pattuglia di Passo San Giacomo
- 1954 : Dialogo tra un venditore di almanacchi e un passagero
- 1955 : Società Ovesticino - Dinamo
- 1955 : Il racconto della stura
- 1955 : Il pensionato
- 1955 : L'onda
- 1955 : La mia valle
- 1955 : L'energia elettrica nell'agricoltura
- 1955 : Cantiere d'inverno
- 1955 : Buongiorno natura
- 1956 : Michelino 1A B
- 1956 : Manon: Finestra 2
- 1956 : Costruzioni mecchaniche riva
- 1957 : Fibre en civiltà
- 1957 : Campi sperimentali
- 1958 : Venezia città minore
- 1958 : Tre fili fino a Milano
- 1958 : Grigio
- 1958 : Giochi di colonia
- 1958 : Il frumento
- 1958 : Colonie Sicedison
- 1959 : Natura e chimica
- 1959 : Fertilizzanti prodotti dalla società del Gruppo Edison
- 1959 : Cavo ad olio fluido a 220.000 volt
- 1960 : Po: forza 50.000
- 1960 : Il grande paese d'acciaio
- 1961 : Sacco in plypac
- 1961 : Pomodoro
- 1961 : Un metro lungo cinque
- 1961 : Le Grand barrage
- 1961 : Fertilizzanti complessi
- 1967 : Beata gioventù
- 1983 : Milano
- 1987 : Imago urbis
- 1989 : 12 registi per 12 città
- 1992 : Lungo il fiume
- 1999 : Il denaro non esiste
- 2004 : Postazioni della memoria
- 2007 : Atto unico di Jannis Kounellis
- 2009 : Il premio

#### Autres
- 1967 : Nino il fioraio
- 1967 : La cotta
- 2005 : Un bal masqué (Un ballo in maschera) (adaptation de l'opéra de Verdi)

### Scénariste
- 1978 : L'Arbre aux sabots (L' albero degli zoccoli)
- 1988 : La Légende du saint buveur (La leggenda del santo bevitore)
- 2001 : Le Métier des armes (Il mestiere delle armi)[8]
- 2003 : En chantant derrière les paravents (Cantando dietro i paraventi)
- 2005 : Tickets (coréalisé avec Ken Loach et Abbas Kiarostami)

### Monteur
- 1978 : L'Arbre aux sabots (L'albero degli zoccoli)
- 1988 : La Légende du saint buveur (La leggenda del santo bevitore)

### Photographie
- 1978 : L'Arbre aux sabots (L'albero degli zoccoli)

### Acteur
- 1962 : Une histoire milanaise, d'Eriprando Visconti : Turchi

## Récompenses

### Festival de Cannes
- 1978 : Palme d'or à l'unanimité pour L'Arbre aux sabots.

### Festival de Venise
- 1987 : Lion d'argent pour Lunga vita alla signora.
- 1988 : Lion d'or pour La Légende du saint buveur.

### Ruban d'argent
- 1979 : Réalisateur du meilleur film pour L'Arbre aux sabots (L'albero degli zoccoli)
- 1989 : Réalisateur du meilleur film pour La Légende du saint buveur (La leggenda del santo bevitore)

### César du cinéma
- 1979 : Meilleur film étranger pour L'Arbre aux sabots.

### European Film Awards
- 2001 : Nomination Meilleur réalisateur pour Le Métier des armes (Il mestiere delle armi)